# Pilosocereus azulensis
Pilosocereus azulensis ist eine Pflanzenart in der Gattung Pilosocereus aus der Familie der Kakteengewächse (Cactaceae). Das Artepitheton azulensis weist auf den Typstandort im Nationalpark Pedra Azul hin.

## Beschreibung
Pilosocereus azulensis wächst baumförmig oder strauchig, verzweigt oberhalb der Basis und erreicht Wuchshöhen von bis zu 10 Metern. Die glatten, olivgrünen bis glauken Triebe haben Durchmesser von 8 bis 9,5 Zentimetern. Es sind 6 bis 12 Rippen vorhanden, die manchmal Querfurchen aufweisen. Die darauf befindlichen Areolen stehen 5 bis 7 Millimeter voneinander entfernt. Die undurchsichtigen, schlanken Dornen sind gelblich braun. Die 1 bis 11 aufsteigenden bis abstehenden Mitteldornen sind 0,5 bis 4 Zentimeter lang. Die 8 bis 12 ausgebreiteten Randdornen sind 3 bis 13 Millimeter lang. Ein blühfähiger Teil der Triebe ist kaum ausgeprägt. Die blühfähigen Areolen befinden sich auf 1 bis 3 Rippen an der Spitze der Triebe oder unmittelbar darunter. Aus ihnen entspringen weiße bis graue Haare von bis zu 3 Zentimeter Länge.
Die sich weit öffnenden Blüten sind an der Außenseite hellgrün. Sie sind 5,5 bis 6,7 Zentimeter lang und weisen Durchmesser von 4,7 bis 7 Zentimetern auf. Die niedergedrückt kugelförmigen Früchte erreichen Durchmesser von 4,2 bis 6 Zentimetern, reißen seitlich auf und enthalten ein magentafarbenes Fruchtfleisch.

## Verbreitung, Systematik und Gefährdung
Pilosocereus azulensis ist im brasilianischen Bundesstaat Minas Gerais im Municipio Pedra Azul verbreitet.
Die Erstbeschreibung wurde 1997 von Nigel Paul Taylor und Daniela Cristina Zappi (* 1965) veröffentlicht.
Pilosocereus azulensis wird in der Roten Liste gefährdeter Arten der IUCN als „Critically Endangered (CR)“, d. h. vom Aussterben bedroht, eingestuft.

## Nachweise